# Tipula (Yamatotipula) yamamuriana
Tipula (Yamatotipula) yamamuriana is een tweevleugelige uit de familie langpootmuggen (Tipulidae). De soort komt voor in het Palearctisch gebied.